# Milton (Ontario)
Die Stadt Milton ist der Sitz der Halton Region in der Greater Toronto Area in Kanada.
Milton, ca. 40 km westlich von Toronto am Rand der Niagara-Schichtstufe gelegen, wurde ursprünglich von dem Irokesenstamm Attiwandaronon (oder Hatiwantarunh) besiedelt, am 17. Mai 1818 gegründet und schließlich am 27. Mai 1857 zur Stadt (Town).

## Sport
In Milton wurde im Januar 2015 das Mattamy National Cycling Centre eröffnet mit einer Radrennbahn nach internationalem Standard. Die Bahn dient als Austragungsort der Panamerikanischen Spiele 2015 sowie der Parapan American Games. Sie ist die einzige Bahn dieser Art in Kanada.

## Religion
In Milton befindet sich das einzige serbisch-orthodoxe Kloster Kanadas.

## Persönlichkeiten
- David James Elliott (* 1960), Schauspieler
- Michael Foley (* 1999), Radsportler
- Mark French (* 1971), Eishockeytrainer
- Mike Kaszycki (* 1956), Eishockeyspieler
- Joseph Martin (1852–1923), Politiker
- Jeff Maund (* 1976), Eishockeyspieler
- Daniel Miehm (* 1960), Bischof
- The Most Serene Republic, Rockband
- Ed Whitlock (1931–2017), Mittel- und Langstreckenläufer